# Aeropuerto del Gran Fredericton
El Aeropuerto del Gran Fredericton (del inglés: Greater Moncton International Airport) (IATA: YFC, OACI: CYFC) es un aeropuerto en Lincoln, Nuevo Brunswick, Canadá, a 7 millas náuticas (13 km; 8,1 millas) al sureste de Fredericton.
El aeropuerto está clasificado como aeropuerto internacional por Transport Canada y cuenta con personal de la Agencia de Servicios Fronterizos de Canadá(CBSA). Los oficiales de CBSA en este aeropuerto pueden manejar aviones con no más de 55 pasajeros o 140 si se descargan por etapas.
Como parte del Sistema Nacional de Aeropuertos, el aeropuerto es propiedad de Transport Canada y es operado por la Autoridad Aeroportuaria de Greater Fredericton.
El aeropuerto tiene dos pistas y es el segundo aeropuerto más transitado de Nuevo Brunswick en términos de niveles de pasajeros, después del Aeropuerto Internacional del Gran Moncton. En 2016, el aeropuerto manejó 377,977 pasajeros y en 2008 el aeropuerto pasó de 34,078 movimientos de aeronaves a 73,330, un aumento del 115%, lo que llevó a Nav Canada a proporcionar una torre de control en 2009/2010. En 2009, el aeropuerto experimentó un aumento de 44,8% en el número de movimientos a 106.178, lo que lo convirtió en el 19º con mayor tráfico de Canadá y el único entre los veinte primeros sin control del tráfico aéreo durante el año.
Fredericton fue designado aeropuerto internacional en 2007 por Transport Canada.
El aeropuerto gastó $30 millones para expandir el tamaño de la terminal en un 50% para mejorar la eficiencia energética, agregar más mostradores de boletos, baños y asientos. La expansión comenzó a mediados del verano de 2018 y tuvo una duración de 30 meses. 

## Instalaciones
El aeropuerto tiene su propio sistema de extinción de incendios para atender las llamadas de emergencia relacionadas con aviones. 

## Aerolíneas y destinos

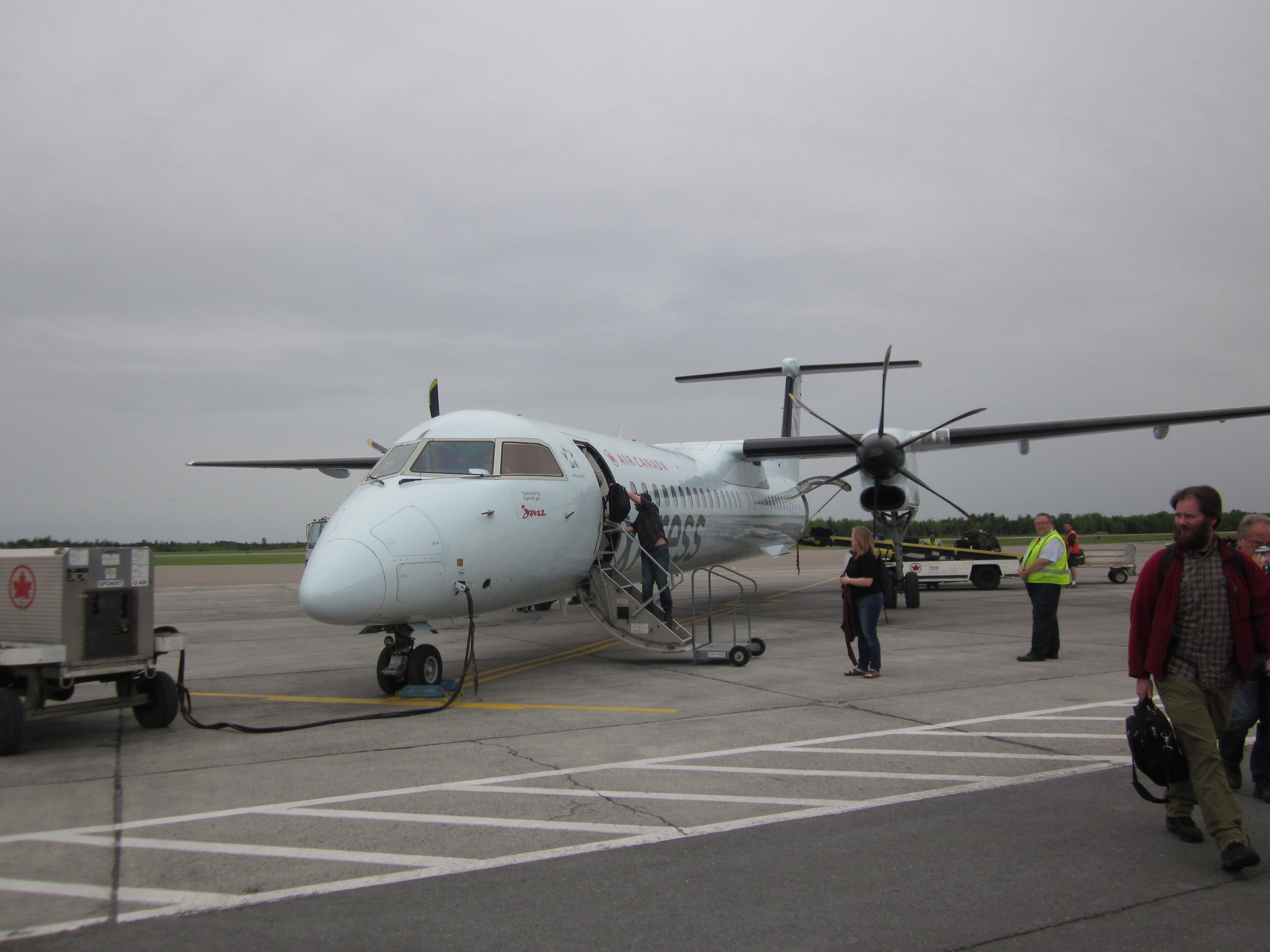
Dash 8 Q400 de Air Canada Express llegando desde Toronto-Pearson.

| Aerolíneas         | Destinos                                             |
| ------------------ | ---------------------------------------------------- |
| Air Canada         | Toronto-Pearson                                      |
| Air Canada Express | Montreal–Trudeau                                     |
| Air Canada Rouge   | Toronto–Pearson                                      |
| Air Transat        | Estacional: Cancún (inicia el 18 de febrero de 2026) |
| Porter Airlines    | Ottawa, Toronto–Billy Bishop                         |
| WestJet            | Estacional: Calgary                                  |

### Destinos internacionales
| Ciudades por países                                   | Nombre del Aeropuerto              | Aerolíneas                                                 |
| Norteamérica                                          | Norteamérica                       | Norteamérica                                               |
| ----------------------------------------------------- | ---------------------------------- | ---------------------------------------------------------- |
| México (1 destino [estacional], 1 aerolínea)          |                                    |                                                            |
| Cancún                                                | Aeropuerto Internacional de Cancún | Air Transat (Estacional) (inicia el 18 de febrero de 2026) |
| Total: 1 destino (1 estacional), 1 aerolínea, 1 país. |                                    |                                                            |

## Estadísticas

### Tráfico anual
| Año  | Pasajeros | % Cambio    |
| ---- | --------- | ----------- |
| 2010 | 273,968   | Sin cambios |
| 2011 | 279,447   | 2%          |
| 2012 | 283,760   | 1.5%        |
| 2013 | 298,760   | 5.5%        |
| 2014 | 316,888   | 6.1%        |
| 2015 | 349,832   | 10.4%       |
| 2016 | 377,977   | 8.1%        |
| 2017 | 398,000   | 5.3%        |
| 2018 | 424,324   | 7.8%        |
| 2019 | 427,085   | 0.65%       |
| 2020 | 103,667   | 75.63%      |
| 2021 | 100,844   | 2.72%       |
| 2022 | 267,050   | 164.81%     |
| 2023 | 333,813   | 25.00%      |
| 2024 | 377,346   | 13.04%      |